# Ray Charles
Ray Charles, teljes nevén Ray Charles Robinson  (Albany, Georgia, 1930. szeptember 23. – Beverly Hills, Kalifornia, 2004. június 10.) többszörös Grammy-díjas afroamerikai zongorista, énekes. A jellemzően amerikai zenei stílusok gyakorlatilag mindegyikében (dzsessz, soul, rock and roll, gospel, blues, rhythm and blues, pop, country, funk) maradandót alkotott. 2004-ben készült az életéről film Jamie Foxx főszereplésével, Ray címmel.

## Életpályája
Anyja Aretha Williams, napszámos, apja Bailey Robinson, vasúti munkás. Ray csecsemőkorában a család átköltözött a Florida államban található Greenville község nyugati szélén szegény sorban élő fekete Jellyroll közösségbe. Apjának három másik családja is volt, így anyja gyakorlatilag egyedül nevelte őt és testvérét.
Ray Charles már kisgyermekkorában érdeklődést mutatott a különböző gépek és mechanikai szerkezetek iránt, és előszeretettel figyelte, ahogy a szomszédja szereli a kocsikat és mezőgazdasági gépeket. Zenei érdeklődése akkor kezdődött, amikor meglátta Mr. Wiley Pittet boogie-woogie-t játszani egy álló húrozatú zongorán, a saját tulajdonú Red Wing nevű kávézójában. Pit örökbe szerette volna fogadni George-ot, Ray fiatalabb testvérét, de anyja – vallásos révén – inkább beadta mindkét fiát a New Shiloh baptista templomba.
Ray ötéves korában kezdte elveszíteni látását. Hétéves korára zöld hályog miatt teljesen megvakult. Vaksága mellett lelki vívódások is gyötörték az alig 10 éves fiút, aki még látása elvesztése előtt elveszített valamit, ami még annál is fontosabb volt: az öccsét (ez, hasonlóan vakságához, egész életében elkísérte). Beiratkozott a floridai St. Augustine-ban a vakok és siketek iskolájába. Itt sajátította el a muzsikálást a Braille-írás segítségével. Tízéves korában elveszítette apját, majd rá öt évre az anyját is.
1948-ban Seattle-ben lépett fel régi jó barátjával, Gossie McGee-vel. Első lemeze 1949-ben jelent meg a Swing Time Records jóvoltából. Az 1950-es években vált népszerűvé, miután a Swing Time-tól az Atlantic Recordshoz került. A kokainnal és heroinnal élő zenész zeneileg elismert sikere tökéletes ellentéte a zűrzavaros, néha kellemetlen és boldogtalan pillanatokban teli magánéletével. 1955. április 5-én privát szertartás keretében összeházasodott Della Beatrice Howarddal, Dallasban.
Az 1960-as években szerepet vállalt a polgárjogi harcokban. 1977-ben Georgia állam bocsánatot kért tőle azért, hogy annak idején emiatt területéről kitiltotta. Georgia on my mind című száma ekkor lett az állam hivatalos dala. 2004-ben a Rolling Stone Magazine a 10. helyre rangsorolta a „Minden idők 100 legnagyobb művésze” toplistán, és 2008 novemberében pedig másodikként lett rangsorolva a „Minden idők 100 legnagyobb énekese” között. Sikere haláláig töretlen volt a slágerlistákon.  Életében 12 Grammy-díjat kapott, majd halála után, 2005-ben még nyolcat.

## Híres dalai
- Unchain My Heart
- I Can't Stop Loving You
- What'd I Say
- Mess Around
- Confession The Blues
- Baby Let Me Hold Your Hand
- Leave My Woman Alone
- Drown In My Own Tears
- Hit The Road Jack
- I Believe To My Soul
- Let Go Get Stoned
- Come Rain Or Come Shine
- Georgia on My Mind
- Hallelujah, I Love Her So
- I Got Woman

## Diszkográfia
| - 1957: Ray Charles (or, Hallelujah I Love Her So) (Atlantic) - 1957: The Great Ray Charles (Atlantic) - 1958: Yes Indeed! (Atlantic) - 1958: Soul Brothers (with Milt Jackson) (Atlantic) - 1959: Ray Charles at Newport (Atlantic) - 1959: What'd I Say (Atlantic) - 1959: The Genius of Ray Charles (Atlantic) - 1959: Ray Charles (Hollywood) - 1959: The Fabulous Ray Charles (Hollywood) - 1960: Ray Charles in Person (Atlantic) - 1961: The Genius Sings the Blues (Atlantic) - 1961: Soul Meeting (with Milt Jackson) (Atlantic) - 1961: The Genius After Hours (Atlantic) - 1960: The Genius Hits the Road (ABC) - 1961: Dedicated to You (ABC) - 1961: Ray Charles and Betty Carter (ABC) - 1961: Genius + Soul = Jazz (ABC) - 1962: Ray Charles Greatest Hits (ABC) - 1962: Modern Sounds in Country and Western Music (ABC) - 1962: Modern Sounds in Country and Western Music Volume Two (ABC) - 1963: Ingredients in a Recipe for Soul (ABC) - 1964: Sweet & Sour Tears (ABC) - 1964: Have A Smile With Me (ABC) - 1965: Live in Concert (ABC) - 1965: Together Again (aka Country & Western Meets Rhythm & Blues) (ABC) - 1966: Crying Time (ABC) - 1966: Ray's Moods (ABC) - 1967: Invites You to Listen (ABC / Tangerine) - 1968: Portrait of Ray (ABC / Tangerine) - 1968: I'm All Yours Baby! (ABC / Tangerine) - 1969: Doing His Thing (ABC / Tangerine) - 1970: Love Country Style (ABC / Tangerine) - 1970: My Kind of Jazz (Tangerine) - 1971: Volcanic Action of My Soul (ABC / Tangerine) - 1972: A Message From the People (ABC / Tangerine) - 1972: Through the Eyes of Love (ABC / Tangerine) - 1972: Jazz Number II (Tangerine) | - 1974: Come Live With Me (Crossover) - 1975: Renaissance (Crossover) - 1975: My Kind of Jazz, Part 3 (Crossover) - 1975: Live in Japan - 1976: Porgy and Bess with Cleo Laine (RCA) - 1977: True to Life (Atlantic) - 1978: Love & Peace (Atlantic) - 1979: Ain't It So (Atlantic) - 1980: Brother Ray Is At It Again (Atlantic) - 1983: Wish You Were Here Tonight (Columbia) - 1984: Do I Ever Cross Your Mind (Columbia) - 1984: Friendship (Columbia) - 1985: The Spirit of Christmas (Columbia) - 1986: From the Pages of My Mind (Columbia) - 1988: Just Between Us (Columbia) - 1990: Would You Believe (Warner) - 1993: My World (Warner) - 1996: Strong Love Affair (Warner) - 1996: Berlin '62 (Pablo) - 2002: Thanks for Bringing Love Around Again (Vanguard) - 2004: Genius Loves Company (Concord) - 2004: Ray Charles Celebrates a Gospel Christmas With the Voices of Jubilation (Madacy) - 2004: Live at the Olympia, 2000 (XIII Bis) - 2005: Genius & Friends (Rhino (Atlantic)) - 2006: Ray Sings, Basie Swings (Concord / Hear Music) |

- „Ray Charles discography (angolul)”, 2009. szeptember 2.